# Olyra longicaudata
Olyra longicaudata är en fiskart som beskrevs av Mcclelland 1842. Olyra longicaudata ingår i släktet Olyra och familjen Olyridae. IUCN kategoriserar arten globalt som livskraftig. Inga underarter finns listade i Catalogue of Life.